# Без милости (филм)
Без милости (енгл. No Mercy) амерички је криминалистички трилер филм из 1986. године у режији Ричард Пирса. Сценарио филма писао је Џејмс Карабатсос.
У Њу Орлеансу, да би се осветио за смрт свог партнера, Еди се везује за љубавницу краља криминала, Мишел. Док траје опасна потера кроз бајуе (мочварне канале), Еди и Мишел се заљубљују.

## Радња
Еди Жилет је полицајац из Чикага на трагу освете док прати убице свог партнера до Њу Орлеанса како би поравнао своје личне рачуне. Еди бежи кроз залив Луизијане са Мишел Дувал, прелепом љубавницом Кајун убице који има за циљ да уништи детектива из Чикага пре него што он освети убиство свог партнера. Мишел и Еди се заљубе једно у друго, иако се више пута сукобљавају, док су везани заједно, јер покушавају да избегну бруталног криминалца из подземља и његове присталице.